# 선갑도
선갑도(仙甲島)는 덕적군도에 속한 도서로 자월면 승봉리 관할이며 오징어 게임의 배경이다. 승봉리의 본토인 승봉도 보다는 덕적면 소속 도서들과 훨씬 가깝다.